# Agrupament Escolta Roland Philipps
L'Agrupament Escolta Roland Philipps és un agrupament escolta de Barcelona fundat el 1953 i que està situat al Casal de Barri Cardener del districte de Gràcia. Forma part d'Acció Escolta de Catalunya.
El 1945, després de la suspensió de tots els moviments de joves no enquadrats en organitzacions del règim ordenada per Francisco Franco, l'Agrupament Roland Philips reuneix tots els Boy Scouts procedents de l'antiga associació Minyons de Muntanya-Boy Scouts de Catalunya i es reprèn clandestinament l'escoltisme català formant l'Associació Catalana d'Escoltisme.
L'actual Agrupament Escolta Roland Philipps neix l'any 1953 amb el nom de Grupo Scout Santísimo Redentor, és el grup número 2 del Exploradores de España. L'any 1978, després de desavinences entre adults del grup i el quadre dirigent català dels exploradores, l'agrupament entra a formar part de Minyons Escoltes i Guies de Sant Jordi.
Després de 56 anys a la Parròquia Crist Redemptor al districte Horta-Guinardó de Barcelona, l'AE Roland Philipps, laic des de l'any 1990, va ser expulsat el 2010 i va haver de buscar-se un altre local en el que poder desenvolupar la seva activitat. A principis de l'any 2010 van arribar a un acord amb el districte de Gràcia qui els ha proporcionat un lloc amb altres dues entitats al casal de barri Cardener on poden fer cau i seguir realitzant la seva tasca educativa.